# Parahovatoma carmonai
Parahovatoma carmonai är en skalbaggsart som först beskrevs av Ferreira och Veiga-ferreira 1952.  Parahovatoma carmonai ingår i släktet Parahovatoma och familjen långhorningar.
Artens utbredningsområde är Moçambique. Inga underarter finns listade i Catalogue of Life.